# Charles Tournay
 (novembre 2022).
Pour les articles homonymes, voir Charles Tournay (homonymie) et Tournay.
Charles Tournay (né à Nassogne le 16 septembre 1883 et mort au puits Ricard à La Grand-Combe le 9 mars 1939) est un ingénieur et architecte industriel belge spécialisé dans la construction de chevalements en béton armé, qu'il a édifiés dans plusieurs pays d'Europe. Il est le fondateur de la « Société coopérative Charles Tournay ».

## Biographie
Charles Tournay est originaire de la région de Liège, en Belgique où il exerce le métier d'ingénieur et d’architecte. Il meurt en 1939 à La Grand-Combe d'une chute depuis le chevalement du puits Ricard qui est alors en cours de construction.

## Société coopérative Charles Tournay
Charles Tournay crée une entreprise qui porte son nom. Cet ingénieur s'est spécialisé dans les structures en béton armé, notamment les chevalements. Il est l'instigateur de la construction du premier chevalement de ce type en 1914 au puits no 5 du Hasard à Micheroux. En 1920, il conçoit un modèle de chevalement pour la Compagnie des mines d'Anzin qui est édifié sur cinq charbonnages : les fosses Dutemple, Renard, Hérin, Saint-Mark et Haveluy, ce modèle a également servi à la construction du puits San Vincente au Portugal en 1935. Il conçoit également des chevalements qui sont par la suite devenus des monuments historiques comme les chevalements du puits de la fosse no 2 des mines de Flines, du puits Sainte-Marie, du puits de Sauwartan où du puits Ricard.

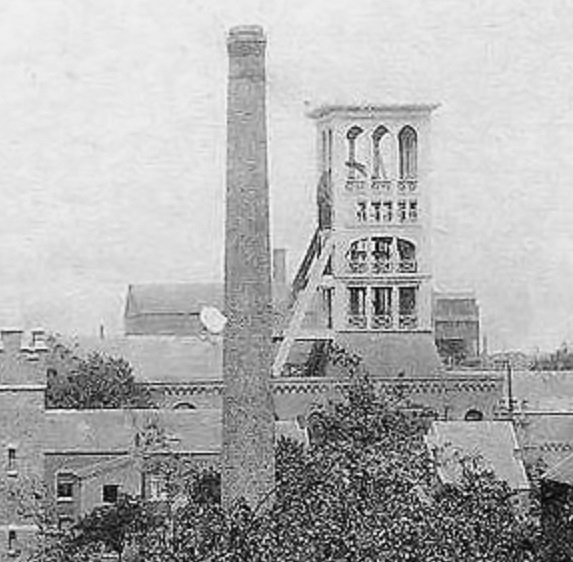
Le chevalement du no 5 des mines de Micheroux (1914).
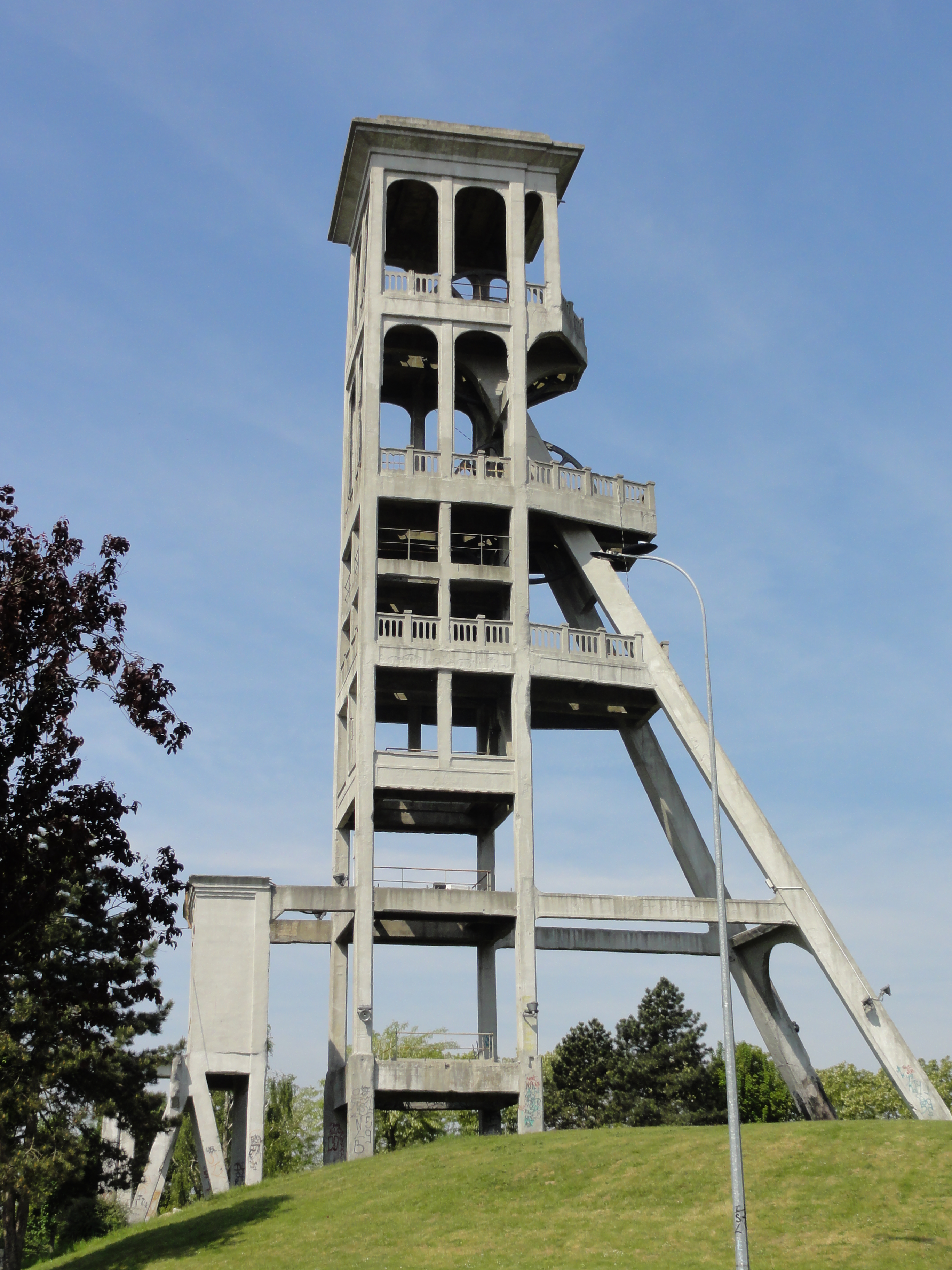
Le chevalement du puits Dutemple no 2 (1920).
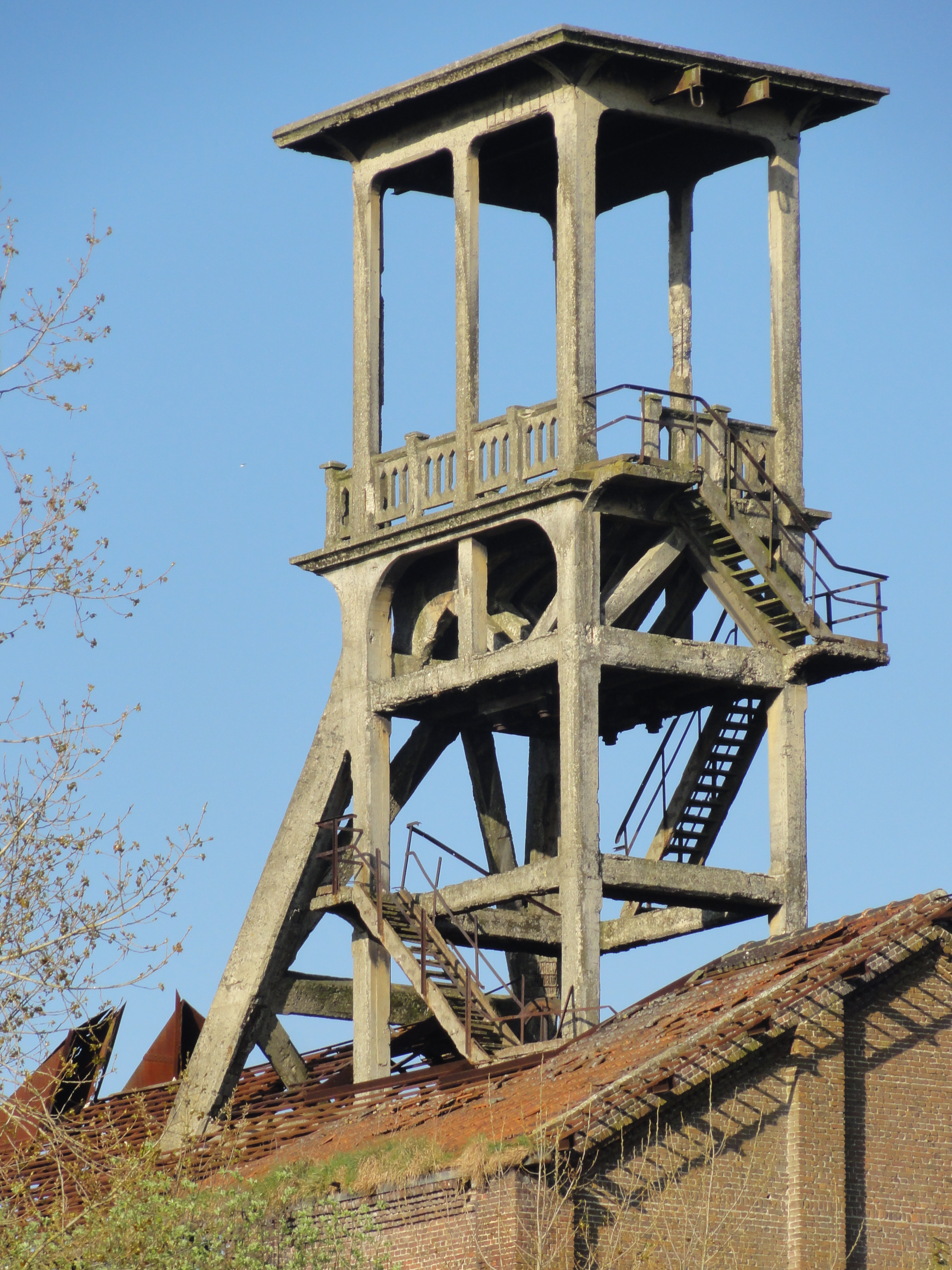
Le chevalement du puits no 2 des mines de Flines (1922).
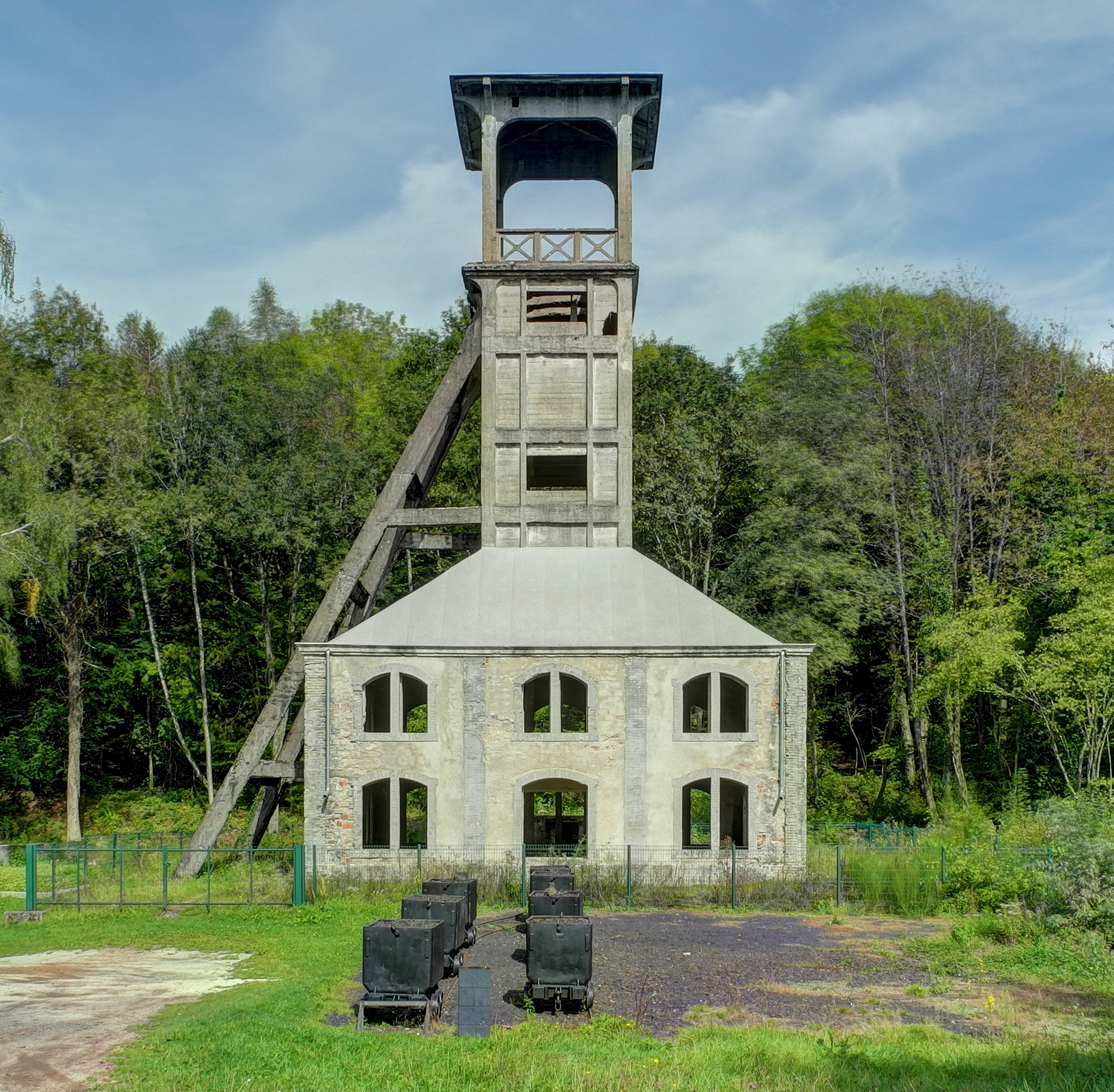
Le chevalement du puits Sainte-Marie (1924).
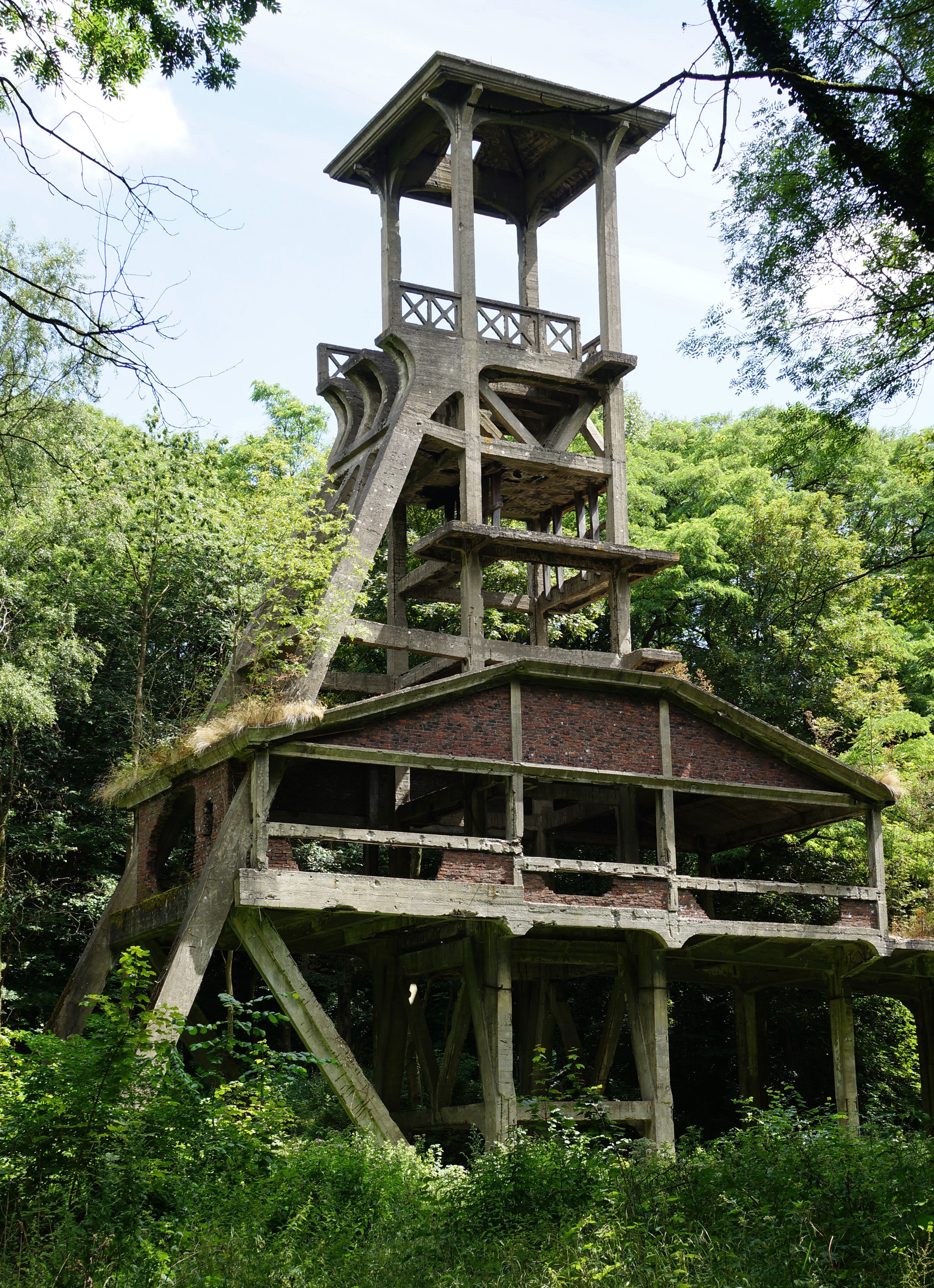
Le chevalement du puits de Sauwartan (1928).
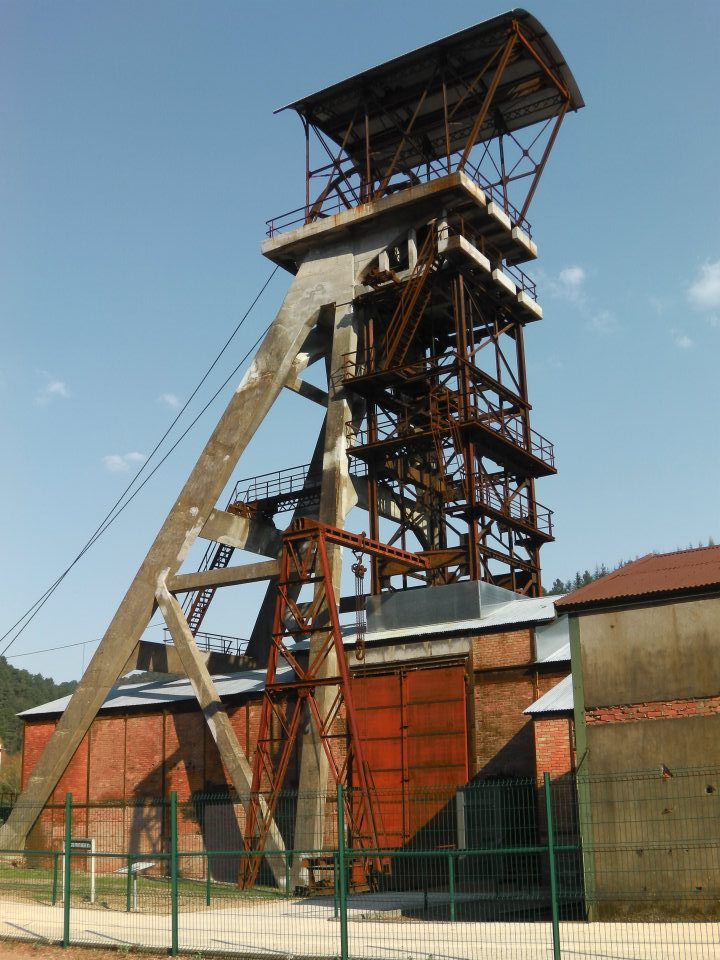
Le chevalement du puits Ricard (1939).

Les chevalements des puits Dutemple no 2 et de Flines no 2, en plus de leur inscription aux monuments historiques, sont inscrits sur la liste du patrimoine mondial par l'Unesco depuis le 30 juin 2012, où ils constituent respectivement les sites nos 14 et 32.